# Феліпе Пардо
Феліпе Пардо (ісп. Felipe Pardo, нар. 17 серпня 1990, Кібдо) — колумбійський футболіст, півзахисник мексиканської «Пачуки».

## Ігрова кар'єра
Народився 17 серпня 1990 року в місті Кібдо. Вихованець юнацьких команд футбольних клубів «Депортіво Калі» та «Атлетіко Уїла».
У дорослому футболі дебютував 2008 року виступами за команду клубу «Атлетіко Уїла», в якій провів один сезон, взявши участь у 25 матчах чемпіонату.
Протягом 2009 року захищав кольори «Депортіво Калі».
Своєю грою за останню команду привернув увагу представників тренерського штабу клубу «Індепендьєнте Медельїн», до складу якого приєднався 2009 року. Відіграв за команду з Медельїна наступні чотири сезони своєї ігрової кар'єри і став з командою чемпіоном Клаусури 2009. Більшість часу, проведеного у складі «Індепендьєнте Медельїн», був основним гравцем команди.
Влітку 2013 року уклав контракт з «Брагою», яка заплатила за гравця 600 тис. євро. У складі португальської команди провів наступні два роки своєї кар'єри гравця і також здебільшого виходив на поле в основному складі команди.
17 липня 2015 року за 4,5 млн. євро перейшов у грецький «Олімпіакос», підписавши контракт на 5 років. 3 січня 2016 року в поєдинку проти «Паніоніса» Феліпе забив свій перший гол за команду з Пірея в чемпіонаті. У своєму дебютному сезоні Пардо став чемпіоном Греції.
На початку 2017 року Феліпе на правах оренди перейшов у французький «Нант». 18 лютого в матчі проти «Меца» він дебютував у Лізі 1. 24 лютого в поєдинку проти «Діжона» Пардо забив свій перший гол за «Нант». По закінченні оренди Феліпе повернувся в «Олімпіакос». У 2017 році в матчі групового етапу Ліги чемпіонів проти лісабонського «Спортінга» (2:3) Пардо зробив «дубль».

## Збірна
Залучався до юнацької збірної Колумбії, у складі якої був учасником чемпіонату світу серед юнацьких команд 2007 року в Південній Кореї, де зіграв 4 матчі і забив гол у ворота однолітків з Тринідаду і Тобаго.
6 листопада 2015 року тренер національної збірної Колумбії Хосе Пекерман викликав Пардо на матчі відбору на ЧС-2018 проти Чилі і Аргентини. Дебютував Феліпе за національну збірну 12 листопада в грі проти Чилі в Сантьяго, вийшовши на останні п'ять хвилин замість Джексона Мартінеса.
14 листопада 2017 року в товариському матчі проти збірної Китаю (4:0) Пардо забив свій перший гол за національну команду.

## Досягнення
- Чемпіон Колумбії: Фіналізасьйон 2009
- Чемпіон Греції: 2015/16